# ناتئ وجني للعظم الجبهي
الناتئ الوجني للعظم الجبهي (بالإنجليزية: Zygomatic process of frontal bone)‏ هو أحد النواتئ الوجنية في الرأس ويوجد في القوس الحاجبية للعظم الجبهي.
الناتئ الوجني قوي وبارز من الجانبين ويتمفصل مع العظم الوجني.

## صور إضافية

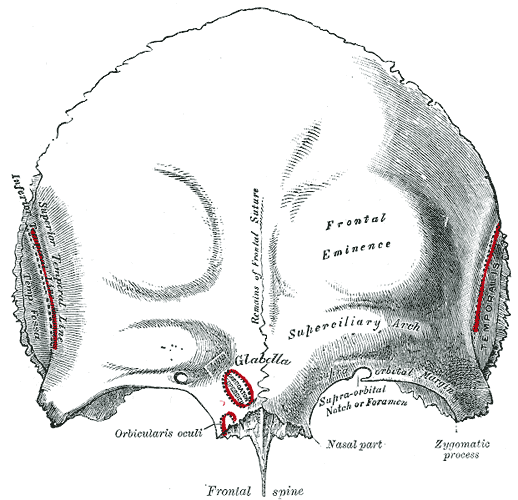
السطح الخارجي للعظم الجبهي.
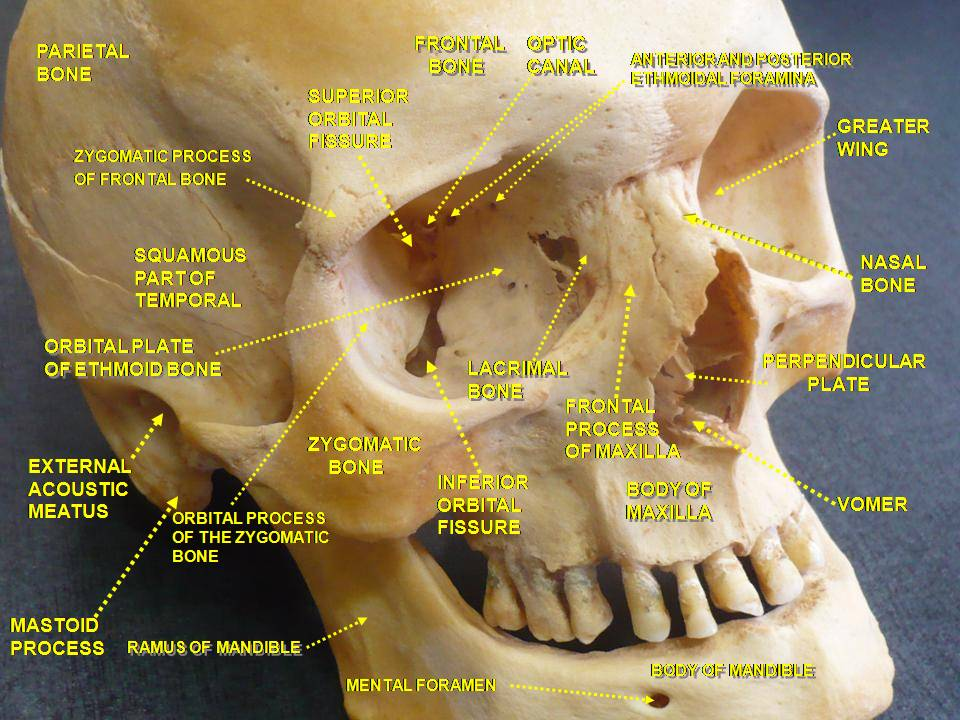
الناتئ الوجني للعظم الجبهي